# At-Taawoun FC
At-Taawoun Football Club uváděný i jako At-Taawon Football Club (arabsky: التعاون) je saúdskoarabský fotbalový klub založený roku 1956 se sídlem v Burajdě. Klub hraje saúdskou nejvyšší ligu, Saudi Pro League.